# 에어드롭
에어드롭(영어: AirDrop)은 애플에 의해 Mac OS X Lion 이후 OSX와 iOS 7 이상 iOS에 도입된 Wi-Fi 특별 서비스이다. 에어드롭을 사용하면 사용자는 와이파이 및 블루투스를 통해 OS X 10.7 이후 컴퓨터 또는 iOS 7가 도입된 장치에서 다른 지원되는 장치에 실행하는 사용자와 파일을 공유할 수 있다.

## 같이 보기
- 와이파이 다이렉트